# Undulipódium

Az undulipodium központi magjának, az axonémának a keresztmetszete. 1-A. és 1-B. tubulin dimer egységek 2. A két központi mikrotubulus a fehérjeburkon belül 3. A dinein motorfehérje belső és külső karja. 4. Radiális küllő 5. A mikrotubulusokat összekötő nexin fehérje 6. plazmamembrán

Axonéma keresztmetszete

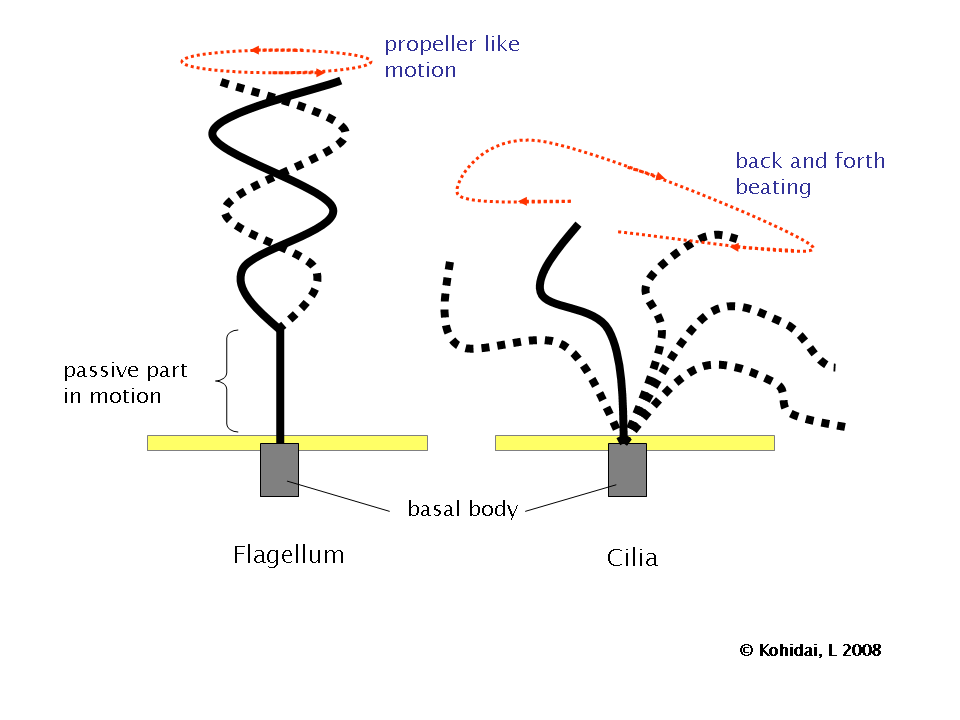
Flagellum és cilium közti különbségtétel

Az undulipódium (undulipodium, tsz. undulipodia; lat. undulo, hullámzani + lat. podium, láb kicsinyítőképzős alakja) eukarióta sejtek vékony, rugalmas, ostorszerű, intracelluláris kinövése, melynek szerepe a sejt helyváltoztatása vagy a sejt felszíne körül a folyadék előrehajtása. Az undulipodiumot kilenc pár periferikus és egy pár centrális helyzetű, a sejt bazális testéből kinövő, polimerizált tubulin fehérjéből álló csövecske, mikrotubulus alkotja, jellegzetes elrendeződésben (ún. 9+2 mikrotubuláris mintázat). Az eukarióta csillók (cilia) és ostorok (flagella) undulipodiumnak tekinthetők, míg a baktériumok ostora más szerkezetű.
Számos protiszta és a spermiumsejtek is undulipódium segítségével úsznak, sok szervezet használja arra, hogy a táplálkozási áramlatban megtelepedjen, vagy hogy megtisztítsa hámfelületét.

## Szerkezete
Az undulipódium a sejtplazma nyúlványa, melyet a sejt plazmamembránjának kitüremkedése burkol be hengeresen. Hosszúsága a néhány mikrométertől akár 2 mm-ig is terjedhet. Közepén egy kb. 0,25 μm átmérőjű nyél, az axonéma található, mely hosszanti irányban elhelyezkedő, a szerkezet teljes hosszában folytonos mikrotubulusok csoportjából áll. A mikrotubulusok polimerizált tubulin fehérjéből állnak; ezek a csövecskék jellegzetes, 9+2-es elrendezést mutatnak: középen két egyszeres mikrotubulus (singlet), a periférián körben kilenc kettős mikrotubulus (doublet) fut le. Az axonéma alapjánál a sejt bazális testével (kinetoszómájával) áll összeköttetésben; ez egy a centriólumhoz hasonló rövid, kilenc mikrotubulus-tripletből álló henger (a tripletből két mikrotubulus folytatódik az undulipodiumban).
Az axonémát három fehérjecsoport rugalmas keresztkötései tartják össze.
1. A középső, egyszeres mikrotubulusokat létrafokra emlékeztető, szakaszos hidak kötik össze, és egy rostos, belső pajzsnak nevezett szerkezet veszi őket körbe.
2. A külső szomszédos mikrotubuluspárokat nexin típusú fehérjék kötik össze. A nexinproteinek 86 nm-es távolságokban helyezkednek el, igen hajlékonyak, mivel a csapás során a külső pároknak képesnek kell lenni elcsúszni egymás mellett.
3. A radiális küllők a középső, egyszeres mikrotubulusokat kötik össze a külső mikrotubuluspárokkal. A radiális küllők párosával, egymástól kb. 96 nm-re helyezkednek el.

A külső mikrotubuluspárok egy A- és egy B-tubulusból, vagy alrostból állnak. Az A-tubulust 13, a B-tubulust 10 protofilamentum építi fel.
Mind a 9 mikrotubuluspár A-tubulusából tartósan 1-1 dinein motorfehérje alkotta molekuláris hídpár (külső és belső „dineinkarok”) kapcsolódik. Ezek a szomszédos mikrotubuluspár B-tubulusa felé nyúlnak. Ezeknek a hidaknak az ATP hidrolíziséből nyert energiát felhasználó kialakulása és felbomlása játszik szerepet a párok tagjai közti csúszó mozgásban, amely a nyél elhajlását, végső soron az undulipódium csapkodását okozza.
A doubleteken belül az A- és B-tubulus egymáshoz való kötődését az intermedier filamentumokhoz hasonló felépítéső, erősen alfa-helikális fehérje, a tektin erősíti. Valamennyi, 2 nm átmérőjű, 48 nm hosszú tektinfilamentum végigfut a doublet külső falán, az A- és B-tubulusok csatlakozási pontjánál.
Az eukarióta csilló ultrastruktúrájában megegyezik az eukarióta ostorral, funkció és/vagy hosszúság szerint szokás közöttük különbséget tenni. A csillók számosabbak (egy-egy sejten számuk több ezer is lehet) rövidebbek, erőteljes ütésekkel mozognak, melyeket ellenkező irányú helyreállító csapás követ. Az ostorokból tipikusan 1-2 van a sejten, ezek alaptól farokig tartó hullámokat hoznak létre.

## Nemstandard felépítésű undulipódiumok
Míg a motilis („szekunder”) csilló és az ostor axonemájának felépítésére a „9×2+2”-es mintázat a jellemző, a nem motilis („primer”) csillók ettől eltérést mutatnak. Hiányoznak a külső doubletek közötti dineinkarok, és a központi helyzetű singletek is. Ezt az elrendeződést „9×2+0”-nak is nevezik. Találtak „9×2+1”-es, tehát egyetlen központi singlettel rendelkező axonemákat is. A primer csillók elváltozásai a humán gyógyászatban is megjelennek. A betegségek („ciliopátiák”) közé tartozik a policisztás vesebetegség (PKD), a retinis pigmentosa, a Bardet–Biedl-szindróma és más fejlődési rendellenességek.
Néhány egysejtűnél, illetve egyes rovarok spermiuma esetében egyéb eltéréseket találtak. Egyes fajok csillójának axonemájában hiányoznak a központi singletek; a Diplauxis-nál is látható legegyszerűbb ilyen felépítés 3+0-s mintázatot követ, más axonematípusok 6+0 vagy 9+0 mintázatú szerveződést követnek.
Ezek a nemstandard felépítések mozgásra képes csillót vagy ostort hozhatnak létre; látható, hogy a központi singletek nem feltétlenül szükségesek, és hogy kilencnél kevesebb doublet is fenntarthatja a motilitást, ha jóval alacsonyabb frekvencián is.
A belső dineinkarok teljes hiánya mozgásképtelenné teszi az ostort, míg a külső karok teljes hiánya csak a csapások gyakoriságát csökkenti; ezek a karok tehát nem vesznek részt az elhajlás kialakításában.

## Lásd még
- csilló
- ostor
- axonéma